# Contea di Bremer
La contea di Bremer (in inglese Bremer County) è una contea dello Stato dell'Iowa, negli Stati Uniti. La popolazione al censimento del 2000 era di 23 325 abitanti. Il capoluogo di contea è Waverly.

## Comunità e località
La contea di Bremer si suddivide in otto città (cities), quattro Unincorporated community e quattordici township.

### Città
- Denver
- Frederika
- Janesville
- Plainfield
- Readlyn
- Sumner
- Tripoli
- Waverly

### Unincorporated community
- Klinger
- Siegel
- Stinktion
- Waverly Junction

### Township
- Dayton
- Douglas
- Franklin
- Frederika
- Fremont
- Jackson
- Jefferson
- Lafayette
- Le Roy
- Maxfield
- Polk
- Sumner No. 2
- Warren
- Washington